# Sent Perdon
Sent Perdon (en francès Saint-Perdon) és un municipi francès situat al departament de les Landes i a la regió de la Nova Aquitània.

## Demografia
| 1962                                       | 1968 | 1975 | 1982 | 1990 | 1999 | 2007  |
| ------------------------------------------ | ---- | ---- | ---- | ---- | ---- | ----- |
| 623                                        | 640  | 610  | 748  | 938  | 984  | 1.293 |
| Des de 1962: població sense dobles comptes |      |      |      |      |      |       |

## Administració
| Període   | Identitat    | Partit |
| --------- | ------------ | ------ |
| 1989-2001 | René Bernede | PCF    |
| 2001-     | Pol Rio      |        |